# Sikorsky XV-2
Le Sikorsky XV-2 (désignation constructeur : Sikorsky modèle S-57) était un avion expérimental convertible à rotor débrayable, conçu aux États-Unis dans le cadre d’un programme de recherche conjoint entre l’US Air Force et l’US Army. Le programme a été annulé avant le début de la construction du prototype.

### Aéronefs comparables
- McDonnell XV-1
- Bell XV-3

.